# 中村美帆
中村 美帆（なかむら みほ）は、日本の文化政策学者。専門は文化政策と法、文化行政制度。

## 略歴
2005年3月：東京大学法学部第2類（公法コース）卒業。2005年3月：慶應義塾大学アート・センターアート・マネジメント・エキスパート・セミナー修了。
2007年3月：東京大学大学院人文社会系研究科文化資源学研究専攻修士課程修了。2008年6月：東京大学大学院人文社会系研究科RA（〜2009年3月）。
2009年4月：日本学術振興会特別研究員（〜2012年8月）。2013年4月：静岡文化芸術大学非常勤講師（〜2014年3月）。
2014年3月：東京大学大学院人文社会系研究科文化資源学研究専攻文化経営学博士課程修了。博士（文学）修得。
2014年4月：静岡文化芸術大学文化政策学部芸術文化学科専任講師（〜2018年3月）。2014年10月：跡見学園女子大学兼任講師（〜2015年3月）。2015年4月：愛知大学非常勤教員。2017年4月：東京大学文学部非常勤講師。
2018年4月：静岡文化芸術大学文化政策学部芸術文化学科准教授（〜2022年3月）。
2022年4月：静岡文化芸術大学非常勤講師。2022年4月：青山学院大学総合文化政策学部総合文化政策学科准教授。

## 主張
- 「文化権」の理念を研究の核としている[1]。
- 自分が研究を志した2000年代の半ばは、文化政策と法というと「文化財保護法と著作権法、あと文化芸術振興基本法ができたけれど、ほかに何があるの」とのことだったが、オリンピックをはじめ社会的な動きを背景に、バタバタと法が増えていったという[2]。

## 著作

### 共著
- （小林真理（著）、鬼木和浩（著）、土屋正臣（著））『自治体文化行政レッスン55』（美学出版、2022年2月）
- （小林真理（著）、小島立（著）、土屋正臣（著））『法から学ぶ文化行政』（有斐閣、2021年12月）